# Panevropska unija
Panevropska unija je najstarejše gibanje za združitev Evrope, katerega začetnik je manifest avstrijskega politika Richarda Coudenhove-Kalergija, izdan leta 1923.
Med njenimi pomembnimi člani so bili Albert Einstein, Fridtjof Nansen, Thomas Mann, Charles de Gaulle, Aristide Briand, Konrad Adenauer, Sigmund Freud, Kurt Schuschnigg, Benedetto Croce, Bruno Kreisky in Georges Pompidou.